# Девишо (Леко)
Девишо је насеље у Италији у округу Леко, региону Ломбардија.
Према процени из 2011. у насељу је живело 19 становника. Насеље се налази на надморској висини од 577 м.